# Erkaburger Taferl
Erkaburger Taferl ist eine 697 m ü. A. hohe Anhöhe im Hauptkamm des Hausruck-und-Kobernaußerwald-Zuges zwischen Innviertel und Hausruckviertel in Oberösterreich.

## Lage und Landschaft
Der Gipfel befindet sich im Gemeindegebiet von Redleiten, auf der Südostseite (Vöcklatal), knapp an der Grenze zu Waldzell an der Nordwestseite des Rückens (Innviertler Hügelland). Im Profil des Kammes zeichnet sich die Anhöhe nicht ab.
Die Nordwestseite entwässert die Ach (Waldzeller Ache im Oberlauf) oberhalb Schratteneck, ein Nebenfluss des unteren Inn. Die Südostseite entwässert über Eggerbach bei Erkaburg – Altbach zum Frankenburger Redlbach, der über Vöckla – Ager der Traun zufließt.

## Geschichte und Erschließung
Vom Ort Erkaburg hat die Anhöhe ihren Namen, hier befand sich der alte Fahrweg von österreichischen Gerichtssitz Frankenburg (Landgericht Friedburg) in den bayerischen Pfarrort Waldzell (Landgericht Friedburg).
Hier verlief auch ein Landgraben (Grenzbefestigung).
Der Franzisceische Kataster (um 1830) nennt hier Der hohe Roid als Flurname (zu reut ‚Rodung‘).
Der Berg ist am Hausruck-Höhenweg (Hausruck-Kobernaußerwald-Weitwanderweg HKWW/10HK Haag – Mattighofen, Teil des Rupertiweg/E10) erreichbar, der aber von Haag her kommend kurz vorher Richtung Schratteneck den Hauptkamm verlässt. Zum Taferlkreuz führt ein Forstweg, als Variante des HK/10 am Kamm weiterführend.